# Boulez Conducts Zappa: The Perfect Stranger
Boulez Conducts Zappa: The Perfect Stranger studijski je album američkog glazbenika Frank Zappe, koji izlazi u kolovozu 1984.g. Sa Zappom na ovome albumu na tri skladbe surađuje dirigent Pierre Boulez, "The Perfect Stranger", "Naval Aviation in Art?" i "Dupree's Paradise". Ostale četiri skladbe pripisuju se "The Barking Pumpkin Digital Gratification Consort" i Frank Zappi na synclavier (digitalni sintisajzer).

## Popis pjesama
1. "The Perfect Stranger" – 12:44
2. "Naval Aviation in Art?" – 2:45
3. "The Girl in the Magnesium Dress" – 3:13
4. "Dupree's Paradise" – 7:54
5. "Love Story" – 0:59
6. "Outside Now Again" – 4:06
7. "Jonestown" – 5:27

## Vanjske poveznice
- Informacije o albumu na Lyricsu
- Detalji o izlasku albuma